# Pinky (film)
Pinky is een Amerikaanse film uit 1949 onder regie van Elia Kazan. Jeanne Crain, Ethel Barrymore en Ethel Waters spelen de hoofdrollen. De film is gebaseerd op een boek van Cid Ricketts Sumner en werd genomineerd voor drie Oscars, maar won er geen.

## Verhaal
Pinky Johnson is een gekleurde vrouw die zich als blanke vrouw voordoet om een succesvolle en respectabele zuster te kunnen worden in het noorden van de Verenigde Staten. Ze vertelt niemand dat ze uit een donkere familie komt, zelfs niet haar nieuwe liefde Dr. Thomas Adams.
Nadat ze haar diploma haalt aan haar universiteit, keert ze terug naar het zuiden om bij haar grootmoeder Dicey te wonen. Ze merkt al snel dat ze haar leven als gerespecteerde blanke vrouw veel fijner vond dan het leven in het zuiden, waar ze gediscrimineerd wordt en minder rechten heeft. Pinky komt al snel in de problemen. Zo wordt ze gearresteerd als ze ruzie krijgt met een dame over geld. Later die avond wordt ze ook aangerand door twee mannen.
Het duurt niet lang voor Pinky besluit terug naar het noorden te gaan. Dicey is echter tegen het idee, omdat ze zich daar voordoet als iemand die ze niet is. Wanneer Pinky de baan wordt aangeboden van de zuster van de rijke buurvrouw Miss Em, weigert ze. Ze heeft namelijk al heel haar leven een hekel aan de vrouw, die vaak liet blijken zich beter te voelen dan haar omgeving. Dicey staat er op dat Pinky de baan aanneemt en Pinky doet dit uiteindelijk dan ook met tegenzin.
Al meteen bij haar aankomst maakt Miss Em Pinky's zuur. Eenmaal thuis wordt ze overvallen door de komst van Tom. Hij ontdekt de waarheid over haar afkomst, maar blijft desondanks aan haar zijde staan. Hij nodigt haar uit om mee terug naar het noorden te gaan, maar Pinky weigert. Ze ontdekt gedurende haar verzorging van Miss Em dat ze zo slecht nog niet is. Ze neemt het zelfs op voor haar zuster als haar bezoekende nicht Mrs. Wooley enkele racistische opmerkingen maakt. Niet veel later komt Miss Em echter te overlijden.
Hierna wil Pinky terugkeren naar het noorden, maar wordt in de problemen gebracht door Mrs. Wooley. Zij heeft inmiddels een ontzettende hekel aan Pinky en verspreidt leugens over haar verzorging van Miss Em. Ze beweert dat Pinky Miss Em gemanipuleerd heeft om haar landhuis aan haar af te staan na haar overlijden. Pinky weet dat Mrs. Wooley zelf achter het huis aan zit en gunt dit haar niet. Om die reden besluit ze langer in het zuiden te blijven voor een rechtszaak.
Na een lange rechtszaak wint Pinky en heeft ze gerechtigheid. Het volk heeft echter geen geloof in haar en Pinky wordt verafschuwd. Tom onthult een baan te hebben geaccepteerd in Denver. Pinky biecht op niet met hem mee te kunnen gaan, omdat ze het niet over haar hart kan verkrijgen het huis te verkopen. Pinky blijft in het zuiden en groeit ook hier uit tot een respectabele zuster. Van het landhuis heeft ze inmiddels een kliniek en school gemaakt, waar niet gediscrimineerd wordt.

## Rolverdeling
| Acteur            | Personage                          |
| ----------------- | ---------------------------------- |
| Jeanne Crain      | Patricia 'Pinky' Johnson           |
| Ethel Barrymore   | Miss Em                            |
| Ethel Waters      | Dicey Johnson, Pinky's grootmoeder |
| William Lundigan  | Dr. Thomas 'Tom' Adams             |
| Basil Ruysdael    | Rechter Walker                     |
| Kenny Washington  | Dr. Canady                         |
| Nina Mae McKinney | Rozelia                            |
| Griff Barnett     | Dr. Joe McGill                     |
| Frederick O'Neal  | Jake Walters                       |
| Evelyn Varden     | Melba Wooley                       |
| Raymond Greenleaf | Rechter Shoreham                   |

## Productie
Het script van de film is gebaseerd op een boek van Cid Ricketts Sumner. John Ford zou in eerste instantie de film regisseren, maar producent Darryl F. Zanuck vond dat Ford niet goed wist hoe hij het materiaal moest aanpakken en ontsloeg hem. Hierna belde hij Elia Kazan voor de baan. Kazan accepteerde deze al voordat hij het script had bekeken.
Toen ook onder de actrices van Hollywood duidelijk werd gemaakt dat er een verfilming gemaakt zou worden, aasden velen op de rol van Pinky. Hieronder behoorden de gekleurde actrices Lena Horne en Dorothy Dandridge. De bazen van 20th Century Fox vreesden echter voor een negatieve reactie van het publiek als een gekleurde actrice een blanke acteur zou zoenen in de film. Om die reden werd de blanke actrice Jeanne Crain gecast. Er werd nog gesuggereerd dat haar huidskleur donkerder gemaakt kon worden, maar Zanuck weigerde dit.

## Ontvangst
De film werd bij de verschijning in 1949 gezien als controversieel en werd op meerdere locaties in de Verenigde Staten verbannen. In Nederland werd de film bij de release in 1950 wel toegestaan, maar kreeg een kijkwijzer van "14 jaar en ouder" wegens het "vernederen van negers".
De film zou $4.2 miljoen dollar opbrengen, een van de hoogste bedragen uit 1949. Dit werd enkel overtroffen door Jolson Sings Again, met een opbrengst van $5.5 miljoen. Hij werd genomineerd voor drie Oscars. Hij kreeg één nominatie in de categorie "Beste Actrice" (Crain) en twee in de categorie "Beste Vrouwelijke Bijrol" (Barrymore & Waters). Crain verloor van Olivia de Havilland in The Heiress (1949). Barrymore en Waters verloren van Mercedes McCambridge in All the King's Men (1949).